# Literární cena Nike

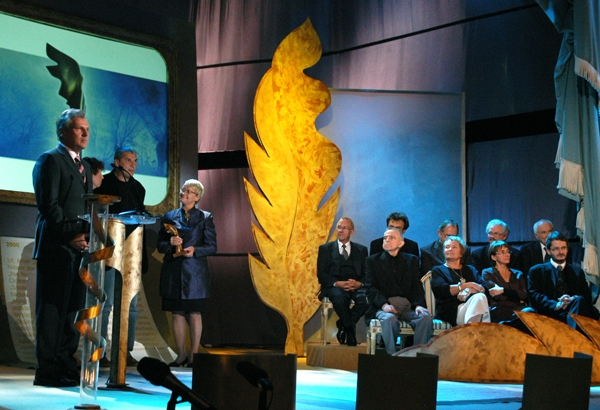
Předávání cen roku 2005 za účasti prezidenta Aleksandera Kwaśniewského

Literární cena Nike (polsky: Nagroda Literacka Nike) je nejprestižnější polská literární cena. V roce 1997 ji založil polský deník Gazeta Wyborcza. Uděluje se každoročně v říjnu. Vždy v květnu devítičlenná komise oznámí dvacet nominovaných, v září z nich pak vybere sedm finalistů. Ti se pak sejdou na slavnostním finálovém večeru a teprve během něj komise vybere celkového vítěze. Zároveň běží divácké hlasování, jehož vítěz získá stejně ceněnou Nike publika. Vítězem ceny může být žijící autor, který v uplynulém roce publikoval knihu v polštině, a to v jakémkoli žánru, včetně literatury faktu či publicistiky. Sošku pro vítěze vytvořil sochař Kazimierz Gustaw Zemła. Vítěz získává rovněž 100 000 polských zlotých (zhruba 560 000 korun). Nejvíce nominací v historii nasbíral spisovatel Jerzy Pilch (deset k roku 2020). Nejvíce získaných cen, od poroty i publika, má na svém kontě Olga Tokarczuková (sedm k roku 2020).

## Vítězové

### Cena poroty
| Rok  | Autor                      | Kniha                                                    | Žánr          |
| ---- | -------------------------- | -------------------------------------------------------- | ------------- |
| 1997 | Wiesław Myśliwski          | Widnokrąg                                                | Román         |
| 1998 | Czesław Miłosz             | Piesek przydrożny                                        | Poezie        |
| 1999 | Stanisław Barańczak        | Z chirurgiczną precyzją                                  | Poezie        |
| 2000 | Tadeusz Różewicz           | Matka odchodzi                                           | Poezie        |
| 2001 | Jerzy Pilch                | Pod Mocnym Aniołem                                       | Román         |
| 2002 | Joanna Olczak-Ronikierová  | W ogrodzie pamięci                                       | Román         |
| 2003 | Jarosław Marek Rymkiewicz  | Zachód słońca w Milanówku                                | Poezie        |
| 2004 | Wojciech Kuczok            | Gnój                                                     | Román         |
| 2005 | Andrzej Stasiuk            | Jadąc do Babadag                                         | Román         |
| 2006 | Dorota Masłowska           | Paw królowej                                             | Román         |
| 2007 | Wiesław Myśliwski          | Traktat o łuskaniu fasoli                                | Román         |
| 2008 | Olga Tokarczuková          | Bieguni                                                  | Román         |
| 2009 | Eugeniusz Tkaczyszyn-Dycki | Piosenka o zależnościach i uzależnieniach                | Poezie        |
| 2010 | Tadeusz Słobodzianek       | Nasza klasa                                              | Drama         |
| 2011 | Marian Pilot               | Pióropusz                                                | Román         |
| 2012 | Marek Bieńczyk             | Książka twarzy                                           | Eseje         |
| 2013 | Joanna Batorová            | Ciemno, prawie noc                                       | Román         |
| 2014 | Karol Modzelewski          | Zajeździmy kobyłę historii. Wyznania poobijanego jeźdźca | Autobiografie |
| 2015 | Olga Tokarczuková          | Księgi Jakubowe                                          | Román         |
| 2016 | Bronka Nowicka             | Nakarmić kamień                                          | Poezie        |
| 2017 | Cezary Łazarewicz          | Żeby nie było śladów. Sprawa Grzegorza Przemyka          | Reportáž      |
| 2018 | Marcin Wicha               | Rzeczy, których nie wyrzuciłem                           | Eseje         |
| 2019 | Mariusz Szczygieł          | Nie ma                                                   | Reportáž      |
| 2020 | Radek Rak                  | Baśń o wężowym sercu                                     | Fantasy       |

### Cena čtenářů
| Rok  | Autor                   | Kniha                                       | Žánr           |
| ---- | ----------------------- | ------------------------------------------- | -------------- |
| 1997 | Olga Tokarczuková       | Prawiek i inne czasy                        | Román          |
| 1998 | Zygmunt Kubiak          | Mitologia Greków i Rzymian                  | Historiografie |
| 1999 | Olga Tokarczuková       | Dom dzienny, don nocny                      | Román          |
| 2000 | Tadeusz Różewicz        | Matka odchodzi                              | Poezie         |
| 2001 | Jerzy Pilch             | Pod Mocnym Aniołem                          | Román          |
| 2002 | Olga Tokarczuková       | Gra na wielu bębenkach                      | Povídky        |
| 2003 | Dorota Masłowska        | Wojna polsko-ruska pod flagą biało-czerwoną | Román          |
| 2004 | Wojciech Kuczok         | Gnój                                        | Román          |
| 2005 | Ryszard Kapuściński     | Podróże z Herodotem                         | Autobiografie  |
| 2006 | Wisława Szymborska      | Dwukropek                                   | Poezie         |
| 2007 | Mariusz Szczygieł       | Gottland                                    | Reportáže      |
| 2008 | Olga Tokarczuková       | Bieguni                                     | Román          |
| 2009 | Krzysztof Varga         | Gulasz z turula                             | Eseje          |
| 2010 | Magdalena Grochowska    | Jerzy Giedroyc. Do Polski ze snu            | Biografie      |
| 2011 | Sławomir Mrożek         | Dziennik 1962-1969                          | Deník          |
| 2012 | Andrzej Franaszek       | Miłosz: biografia                           | Biografie      |
| 2013 | Szczepan Twardoch       | Morfina                                     | Román          |
| 2014 | Ignacy Karpowicz        | Ości                                        | Román          |
| 2015 | Olga Tokarczuková       | Ksiegi Jakubowe                             | Román          |
| 2016 | Magdalena Grzebałkowska | 1945. Wojna i pokój                         | Reportáž       |
| 2017 | Stanisław Łubieński     | Dwanaście srok za ogon                      | Eseje          |
| 2018 | Marcin Wicha            | Rzeczy, których nie wyrzuciłem              | Eseje          |
| 2019 | Mariusz Szczygieł       | Nie ma                                      | Reportáže      |
| 2020 | Joanna Gierak-Onoszková | 27 śmierci Toby'ego Obeda                   | Reportáže      |